# Gymnoscelis ochriplaga
Gymnoscelis ochriplaga är en fjärilsart som beskrevs av W. Warren 1905. Gymnoscelis ochriplaga ingår i släktet Gymnoscelis och familjen mätare. Inga underarter finns listade i Catalogue of Life.